# Hemeria
Hemeria est une entreprise spécialisée dans la conception, la fabrication et l'assemblage des équipements et systèmes à forte intensité technologique et sécurité de fonctionnement pour deux marchés exigeants : l'industrie spatiale (dont des satellites de petite taille) et la dissuasion française. Elle a été créée en 2019 par la reprise des activités spatiales et défense de la société Nexeya à la suite du rachat de cette dernière par la société allemande Hensoldt.

## Historique et organisation
En avril 2019, les actionnaires principaux de la société Nexeya décident de vendre la société au groupe allemand Hensoldt, ancien établissement d'Airbus spécialisé dans l'électronique de défense détenu par le fonds d'investissement américain KKR. Toutefois, les activités spatiales et une part des activités de défense, en particulier celles concernant la Dissuasion nucléaire, sont conservées dans une nouvelle structure baptisée Hemeria, du nom de sa gamme de nanosatellites, créée le 16 avril.
En août 2020, Hemeria annonce le rachat de la société Eolane Les Ulis (10 millions de chiffre d'affaires et 36 salariés) qui deviendra Hemeria Services.
En septembre 2020, Nicolas Multan, Directeur Général de Hemeria, reçoit le prix du manager de l'année 2020 dans le Spatial.
En octobre 2022, Hemeria acquiert l'entreprise CNIM Air Space, qui est renommée Hemeria Airship.
En avril 2023, Hemeria Airship a été sélectionnée pour fournir les cellules d'hélium gazeux du premier modèle du dirigeable géant LCA60T de Flying Whales. Cette importante commande entraînera la construction d'un nouveau bâtiment à proximité de l'usine historique, dans le sud de Toulouse, représentant un investissement d'un million d'euros.
En mars 2024, Hemeria acquiert la start-up OpenSCI qui est renommée Hemeria Sensing,.
En octobre 2024, Hemeria prend le contrôle de la start-up Astareon, filiale de l'Onera, à hauteur de 70% du capital, et se lance dans la surveillance de l'Espace,.
En février 2025, Philippe Gautier, Président d'Hemeria, est lauréat dans la catégorie "Aérospatial" du palmarès des inventeurs 2025 pour ses nanosatellites.

## Implantations
Le siège social de Hemeria est situé à Toulouse. La société a trois établissements secondaires situés à Villebon-sur-Yvette (Hemeria Services), Angoulême et Ayguesvives.

## Activités

### Spatial
Hemeria conçoit et produit des structures satellites, des harnais spatiaux et des protections thermiques, et notamment ceux de la constellation Iridium Next.
Hemeria développe également une gamme de nanosatellites, nommés Hemeria, qui a ensuite donné le nom de la société. Angels, le premier nanosatellite français industriel issu de sa gamme et développé avec le Cnes, est mis en orbite fin 2019 avec succès,,, prolongé de 2,5 ans supplémentaires,; sa fin de mission a lieu le 18 décembre 2024 .
Hemeria a investi dans la start-up rennaise Unseenlabs, avec la DGA, BPI France et Breizh Up pour un projet innovateur de surveillance maritime par nanosatellites,.
En octobre 2020, Hemeria investit dans la start-up Prométhée dont l'objectif est de concevoir les démonstrateurs d'une constellation de nanosatellites d'observation de la Terre et d'une plateforme d'analyse des données dédiés aux pays en développement.
Fin 2020, Hemeria se voit confier par le CNES le projet YODA, un démonstrateur de deux nanosatellites patrouilleurs qui évolueront en orbite géostationnaire pour protéger les satellites militaires français de manœuvres suspectes, voire hostiles,.
En mai 2021, Hemeria rejoint l'Alliance NewSpace France, une nouvelle alliance qui fédère les acteurs français du New Space.
En juillet 2021, le CNES lance un programme d'accélération SpaceFounders pour les start-ups spatiales. Philippe Gautier, Président de Hemeria, devient membre du comité SpaceFounders France,. Ce même mois, Nicolas Multan, Directeur Général de Hemeria est nommé membre du conseil d'administration du Club Galaxie.
Dès 2023, Hemeria développe un ballon stratosphérique manœuvrant, BalMan pour le CNES,. En octobre 2024, le ballon BalMan réalise son 1er essai en vol au Centre spatial guyanais.
En juin 2023, l'entreprise Prométhée sélectionne Hemeria pour les satellites de ses constellations Japetus,.
En octobre 2023, le CNES confie à Hemeria la production des enveloppes de ses 50 ballons stratosphériques ouverts et 40 ballons stratosphériques pressurisés,.
En décembre 2023, Hemeria démarre la fabrication et l'assemblage des 25 nanosatellites de la constellation Kinéis,. Le 1er lancement des 5 premiers nano satellites de la constellation a lieu en juin 2024 ,.
A partir de juin 2024, la Cité de l'Espace expose une maquette taille réelle d'un satellite de la constellation IoT Kinéis conçu par Hemeria.
En octobre 2024, l'European Space Agency signe un contrat de 9,8 millions d'euros avec Hemeria pour la conception, la construction et l'exploitation de Swing, la première mission de nanosatellite de météorologie spatiale,,.

### Défense
Hemeria réalise le maintien en conditions opérationnelles (MCO) de radars militaires et de systèmes électroniques de sous-marins nucléaires pour la DGA, TechnicAtome, ArianeGroup, Naval Group, le ministère des Armées ou Thales. Depuis l'intégration d'Eolane Les Ulis, la société entretient également les systèmes d'atterrissage aux instruments des avions et renforce son activité MCO militaire.
En février 2020, la DGA confie à Hemeria le développement, la fourniture et le MCO de ses nouveaux systèmes de trajectographie optique.